# Metro Jaipur

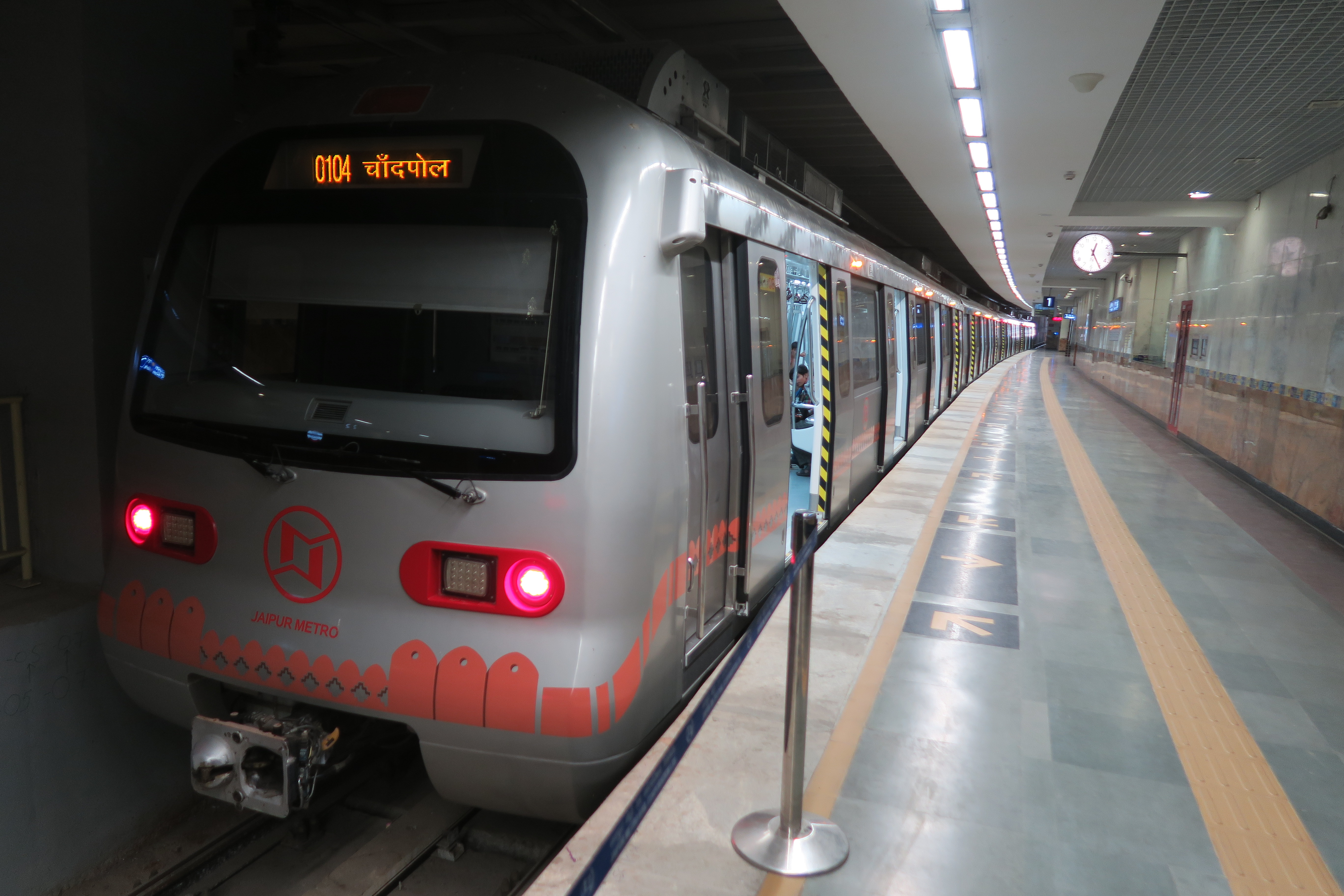
Metro in der Station Chandpole

Die Metro Jaipur ist ein U-Bahnsystem in der indischen Stadt Jaipur. Die erste Linie der U-Bahn wurde am 3. Juni 2015 von der Ministerpräsidentin von Rajasthan, Vasundhara Raje, für die Öffentlichkeit freigegeben.

## Geschichte
Der Bau des größtenteils erhöhten Teils der ersten Linie, Phase 1A genannt, umfasst 9,63 km der Strecke von Mansarovar zum Chandpole Bazaar, begann im November 2010 und wurde 2014 fertiggestellt. Die Jaipur Metro nahm am 3. Juni 2015 den kommerziellen Betrieb zwischen der Chandpole und Mansarovar auf. Das Metro-Schienensystem von Jaipur ist Indiens sechstes U-Bahn-Schienensystem nach denen in Kolkata, Delhi, Bangalore, Gurugram und Mumbai. Die U-Bahn von Jaipur ist die erste U-Bahn in Indien, die auf einer dreistöckigen Hochstraße und U-Bahn-Gleisen verkehrt.
Phase 1-B, von Chandpole nach Badi Chaupar wurde am 23. September 2020 in Betrieb genommen.

## Unternehmen
Die „Jaipur Metro Rail Corporation Ltd.“, abgekürzt JMRC, ist ein staatseigenes Unternehmen, das die U-Bahn von Jaipur betreibt. Die Jaipur Metro Rail Corporation Ltd. wurde am 1. Januar 2010 von Ajay Ghosh als Geschäftsführer gegründet. Unter den Schnellverkehrssystemen Indiens war die Durchführung des Probebetriebs nach Baubeginn am schnellsten, als am 18. September 2013 in Jaipur mit dem Probebetrieb begonnen wurde, der vom damaligen Ministerpräsident von Rajasthan Shri Ashok eingeläutet wurde.

## Fahrzeuge
Die Metro nutzt Schienenfahrzeuge mit einer Spurweite von 1435 mm. Die Züge der Pink Line werden am Mansarovar Deport gewartet. Im Dezember 2011 erhielt BEML einen Auftrag zur Lieferung von 10 vierteiligen Zügen für Phase 1. Die U-Bahn von Jaipur plant, die Züge später auf 6 Waggons zu erweitern, da der Verkehr zunimmt.
Diese Fahrzeuge sollen aus einheimischer Produktion stammen und von BEML in seinem Werk in Bangalore hergestellt werden. Die Züge bestehen aus vier Waggons mit einer Kapazität von 1506 Pendlern pro Zug und bieten Platz für 50 sitzende und 292 stehende Passagiere in jedem Wagen. Diese Züge verfügen über CCTV-Kameras in und außerhalb der Waggons, Stromversorgungsanschlüsse in den Waggons zum Aufladen von Mobiltelefonen und Laptops, Feuchtigkeitskontrolle und mikroprozessorgesteuerte Scheibenbremsen und können eine Durchschnittsgeschwindigkeit von 32 km/h aufrechterhalten über eine Distanz von 1,1 km.
Die Züge der U-Bahn fahren mit einer Höchstgeschwindigkeit von 80 km/h und einer Durchschnittsgeschwindigkeit von 32 km/h. Die Höchstgeschwindigkeit ist in Kurven auf 42 km/h begrenzt.